# 쇠치첸포
쇠치첸포(སོ་ཁྲི་བཙན་པོ།, So-khri btsan-po)는 토번의 제4대 짼뽀이다.
| 전 대 딩치짼뽀 | 제4대 토번국 짼뽀 ? - ? | 후 대 메르치짼뽀 |

| 전임 딩치짼뽀 | 티베트의 국가 원수 ? ~ ? | 후임 메르치짼뽀 |